# Ghiuden
Ghiudenul (denumit și sugiuc) este un cârnat uscat și picant care este consumat din Balcani, în Orientul Mijlociu și Asia Centrală.

## Numele
Denumirea în română provine de la cuvântul turcesc göden. I se mai spune și sugiuc, după un nume adoptat nemodificat în limbile din Balcani, între care bulgară суджуксуджук, sudzhuk; rusă суджук, sudzhuk; germană sudschuk; albaneză suxhuksuxhuk; sârbă/croată/bosniacă sudžuk/cyџyk; суџук, transliterat sudjuk; armeană սուջուխ, suǰux; arabă سجق, sujuqسجق, sujuq; greacă σουτζούκι, soutzouki. Nume înrudite sunt prezente în multe limbi turcice: kirghiză chuchuk; kazahă шұжық, shujyq.

## Ingrediente
Sujuk este format din carne tocată (de obicei carne de vită, dar carnea de porc sau de miel sunt folosite în unele rețete și carnea de cal în Kazahstan și Kârgâzstan), cu diverse condimente, inclusiv schinduf, chimen, sumac, usturoi, sare, și piper roșu, introduse într-un cârnat și sunt lasăte să se usuce timp de câteva săptămâni. Acesta poate fi mai mult sau mai puțin picante; este destul de sărat și are un conținut ridicat de grăsimi.

Varietăți regionale ale sujuk-ului
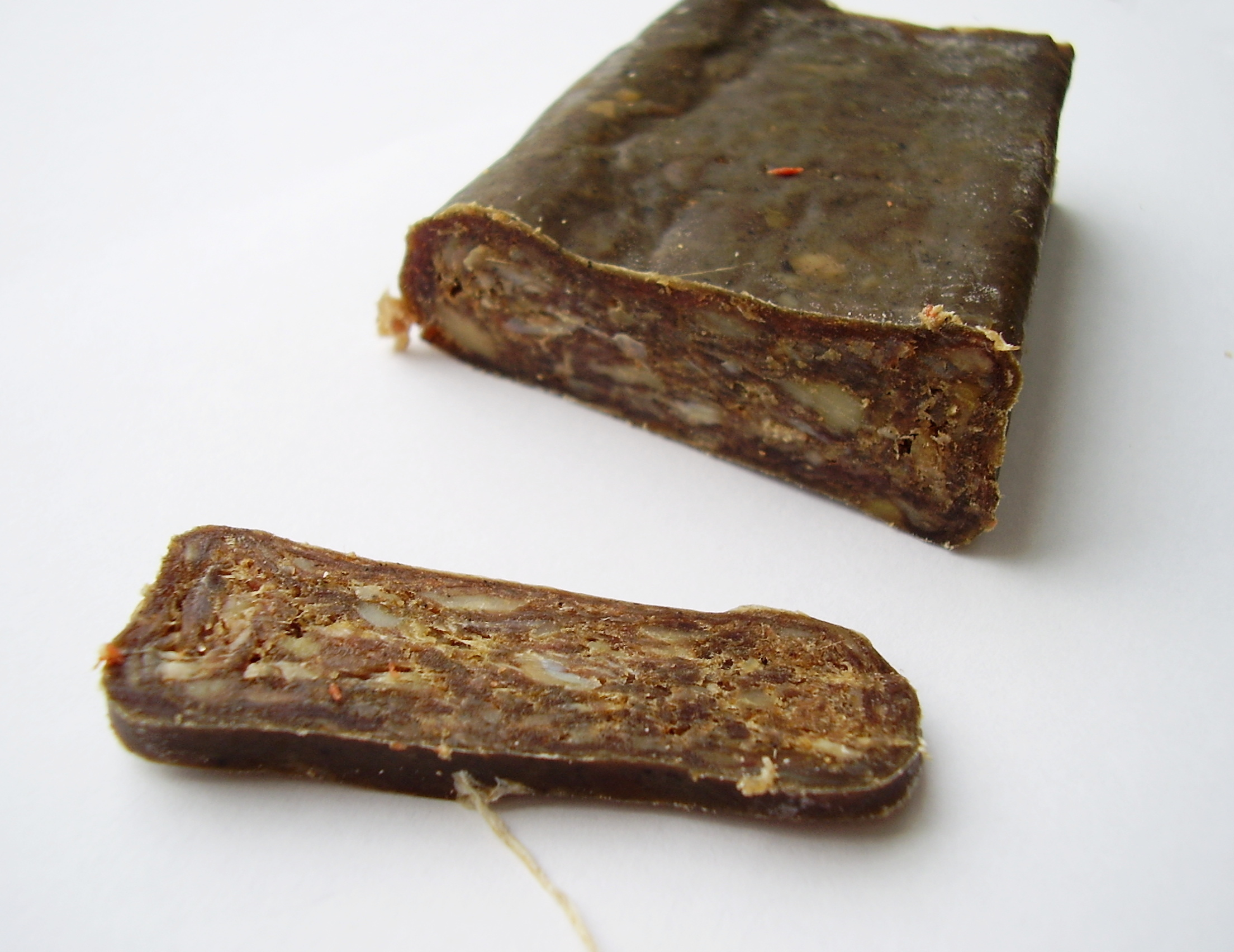
Suǰux din Armenia
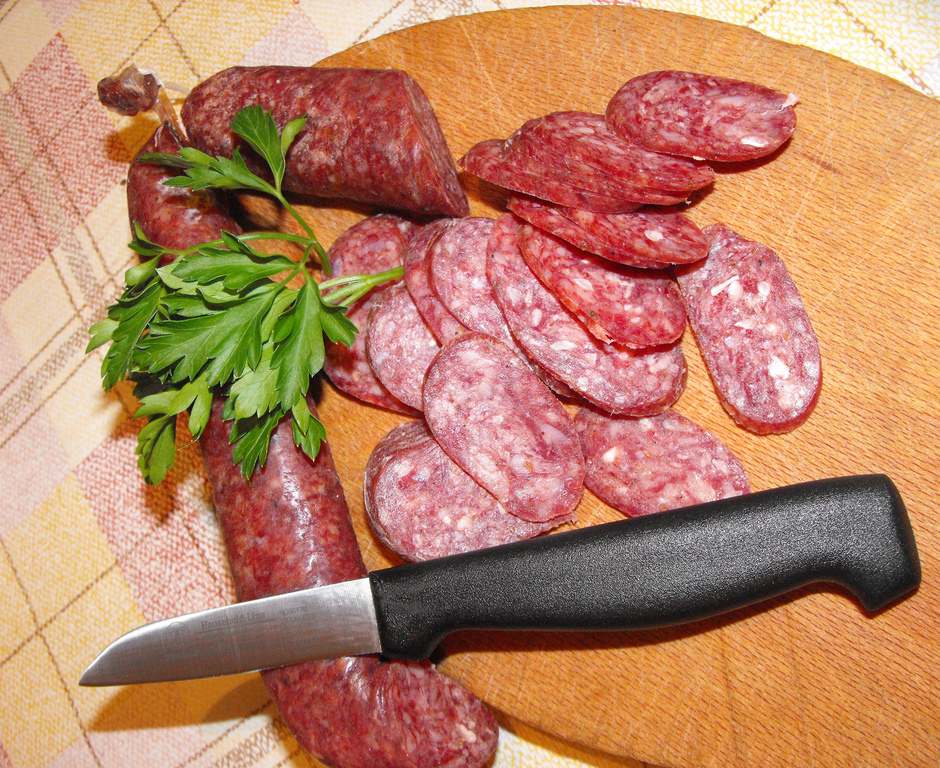
Sudzhuk din Bulgaria
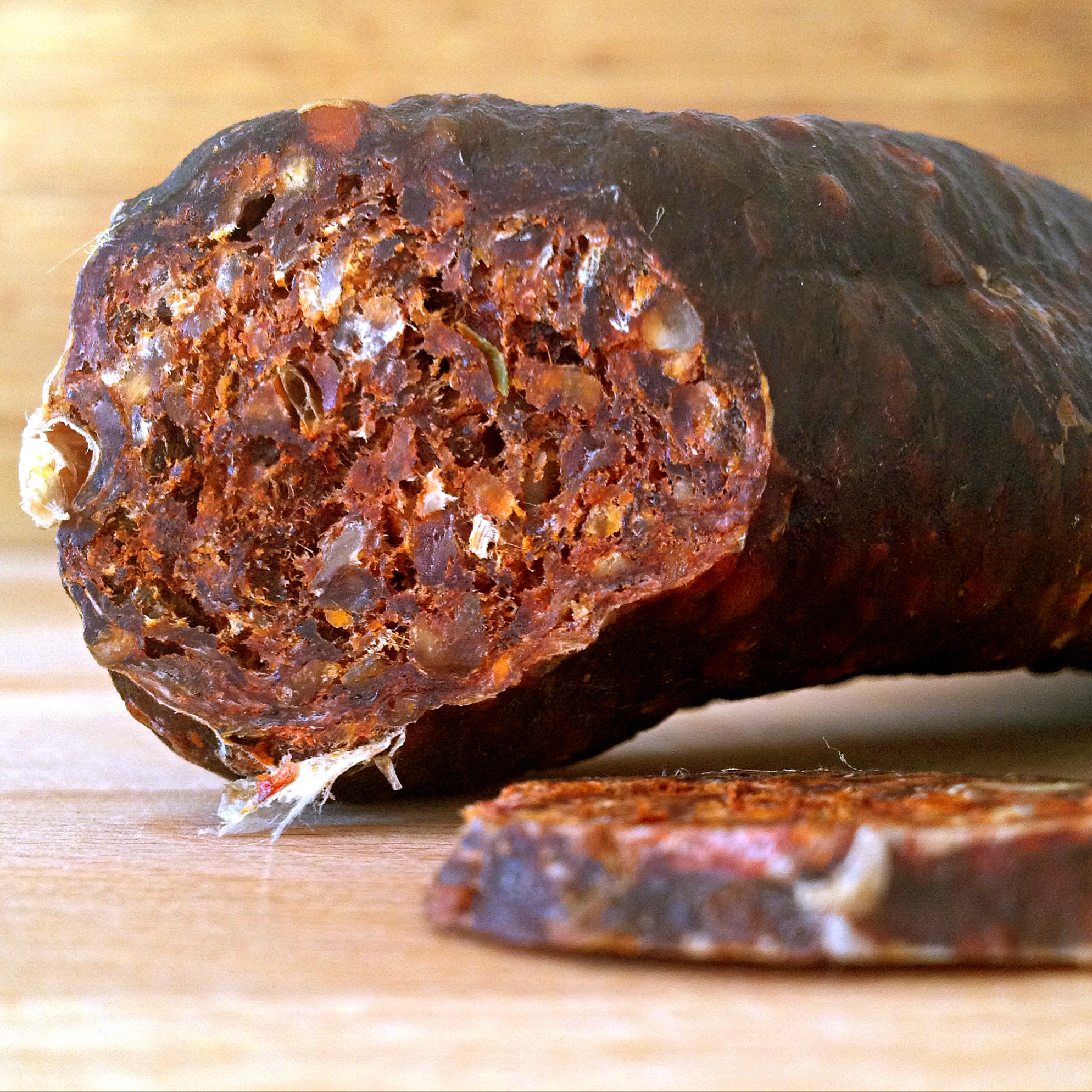
Suxhuk de casă din Kosovo

## Dulciuri
Dulciurile numite sucuk, cevizli sucuk, soutzoukos sau churchkhela au o formă similară, dar sunt făcute din must de struguri și nuci.